# Вогнеборці (фільм)
«Тільки хоробрі» (англ. Only the Brave) — американська біографічна кінодрама режисера Джозефа Косінські, що вийшла 2017 року. Стрічка створена на основі статті «No Exit» у журналі «GQ» про реальні події і розповідає про групу пожежників, що гасила пожежу в Аризоні. У головних ролях Джош Бролін, Майлз Теллер, Джефф Бріджес.
Вперше фільм продемонстрували 18 жовтня 2017 року у низці країн світу, а у широкому кінопрокаті в Україні з 23 листопада 2017 року.

## У ролях
| Актор              | Персонаж                 | Роль                                       |
| ------------------ | ------------------------ | ------------------------------------------ |
| Джош Бролін        | Ерік «Суп» Марш          | суперінтендант пожежно-рятувальної частини |
| Майлз Теллер       | Брендан «Пончик» Макдоно | наркозалежний безробітній                  |
| Джефф Бріджес      | Дуейн Штайнбрінк         | начальник пожежно-рятувальної частини      |
| Дженніфер Коннеллі | Аманда Марш              | дружина Еріка                              |
| Енді Макдавелл     | Марвел Штайнбрінк        | дружина Дуейна                             |
| Тейлор Кітч        | Кріс Маккензі            |                                            |
| Бен Гарді          | Вейд Паркер              |                                            |
| Джеймс Бедж Дейл   | Джессі Стід              |                                            |
| Джефф Скультс      | Тревіс Турбіфілл         |                                            |

## Створення фільму

### Знімальна група
- Кінорежисер — Джозеф Косінські
- Сценаристи — Кен Нолан і Ерік Воррен Сінгер
- Кінопродюсери — Лоренцо ді Бонавентура, Ерік Гоусем, Тад Лакінбілл, Трент Лакінбілл, Майкл Менчел, Дон Острофф, Моллі Сміт і Джеремі Стеклер
- Виконавчий продюсер — Еллен Г. Шварц
- Композитор — Джозеф Трапанес
- Кінооператор — Клаудіо Міранда
- Кіномонтаж — Біллі Фокс
- Підбір акторів — Джо Една Болдін і Ронна Кресс
- Художник-постановник — Кевін Кавано
- Артдиректор — Маріса Франц і Девід Меєр
- Художник по костюмах — Луїза Міненбах[8].

### Виробництво
Знімання фільму розпочалося 13 червня 2016 року у Нью-Мексико.

## Сприйняття

### Оцінки і критика
Від кінокритиків фільм отримав схвальні відгуки: Rotten Tomatoes дав оцінку 89 % на основі 125 відгуків від критиків (середня оцінка 7,1/10). Загалом на сайті фільм має схвальні оцінки, фільму зарахований «стиглий помідор» від фахівців, Metacritic — 72/100 на основі 33 відгуків критиків. Загалом на цьому ресурсі від фахівців фільм отримав схвальні відгуки.
Від пересічних глядачів фільм отримав теж схвальні відгуки: на Rotten Tomatoes 93 % зі середньою оцінкою 4,4/5 (10 746 голосів), фільму зарахований «попкорн», на Metacritic — 7,4/10 на основі 38 голосів, Internet Movie Database — 8,1/10 (4 860 голосів).

### Касові збори
Під час показу у США, що розпочався 20 жовтня 2017 року, протягом першого тижня фільм показали у 2 577 кінотеатрах і він зібрав 6 002 665 $, що на той час дозволило йому зайняти 5 місце серед усіх прем'єр. Станом на 19 листопада 2017 року показ фільму триває 31 день (4,4 тижня), зібравши у прокаті в США 17 655 285 доларів США, а у решті світу 2 491 329 $ (за іншими даними 2 349 044 $), тобто загалом 20 146 614 $ (за іншими даними 20 004 329 $) при бюджеті 38 млн доларів США.

### Виноски
1. 1 2  Вогнеборці. Ukrainian Film Distribution. Архів оригіналу за 22 листопада 2017. Процитовано 22 листопада 2017.
2. ↑  Only the Brave (англійською) . British Board of Film Classification. Архів оригіналу за 15 жовтня 2017. Процитовано 18 жовтня 2017.
3. 1 2  Only the Brave: Release Info (англійською) . Internet Movie Database. Процитовано 18 жовтня 2017.
4. 1 2  Вогнеборці. Kino-teatr.ua. Архів оригіналу за 1 грудня 2017. Процитовано 18 листопада 2017.
5. 1 2  Dave McNary (20 жовтня 2017). Box Office: ‘Boo 2! A Madea Halloween’ Draws $760,000 on Thursday Night (англійською) . Variety. Архів оригіналу за 24 листопада 2017. Процитовано 22 листопада 2017.
6. 1 2 3 4  Only The Brave (англійською) . Box Office Mojo. Архів оригіналу за 25 листопада 2017. Процитовано 22 листопада 2017.
7. 1 2 3 4  Only the Brave (2017) (англійською) . The Numbers. Архів оригіналу за 21 листопада 2017. Процитовано 22 листопада 2017.
8. ↑  Only the Brave: Full Cast & Crew (англійською) . Internet Movie Database. Процитовано 18 жовтня 2017.
9. ↑  Bill Goodykoontz (9 червня 2016). 'Granite Mountain,' movie version of fallen Yarnell firefighters' story, to begin production (англійською) . AZCentral. Процитовано 22 жовтня 2017.
10. ↑  "Granite Mountain" to Film in New Mexico (англійською) . KRWG. 10 червня 2016. Архів оригіналу за 19 лютого 2019. Процитовано 22 жовтня 2017.
11. 1 2  Only the Brave (англійською) . Rotten Tomatoes. Архів оригіналу за 21 січня 2021. Процитовано 22 листопада 2017.
12. 1 2  Only the Brave (англійською) . Metacritic. Архів оригіналу за 20 вересня 2020. Процитовано 22 листопада 2017.
13. ↑  Only the Brave (англійською) . Internet Movie Database. Архів оригіналу за 23 листопада 2017. Процитовано 22 листопада 2017.